# Jurij Dud´
Jurij Aleksandrowicz Dud´, ros. Юрий Александрович Дудь (ur. 11 października 1986 w Poczdamie) – rosyjski dziennikarz sportowy, który prowadzi także kanał YouTube wDud´, gdzie przeprowadza wywiady ze znanymi rosyjskimi osobistościami.

## Życiorys
Dud´ jest etnicznym Ukraińcem, który urodził się w NRD i mieszka w Rosji od 4 roku życia.
Od 2001 pracuje w rosyjskiej gazecie Izwiestija jako dziennikarz niezależny, zaś w wieku 16 lat został dziennikarzem etatowym. W 2008 Jurij Dud´ ukończył studia na Wydziale Dziennikarstwa Uniwersytetu Moskiewskiego.
W 2007 pracował w magazynie sportowym „PROsport”, a następnie w dziale sportowym NTV Plus. Od 2011 Dud´ jest redaktorem naczelnym Sports.ru.
W latach 2011–2013 prowadził program telewizyjny „Headbutt” na Rossija-2, a w latach 2015-2017 inny program dla kanału telewizyjnego Match TV.

## Show internetowe
W lutym 2017 Dud´ uruchomił kanał YouTube o nazwie wDud´, gdzie przeprowadza wywiady z rosyjskimi gwiazdami niezwiązanymi ze sportem. Jego rozmówcami są muzycy (głównie raperzy), politycy, dziennikarze, reżyserzy filmowi i biznesmeni.  Do czerwca 2017 r. wDud´ pozyskał ponad 800 tys. subskrybentów, a do września 2017 r. już 1,4 mln. Według stanu na marzec 2020 r. kanał posiada ponad 7,06 mln subskrybentów.
W swoim internetowym talk-show Dud´ przeprowadził wywiady z wybitnymi rosyjskimi osobistościami, takimi jak Władimir Pozner, Aleksiej Nawalny, Siergiej Sznurow, Ilija Prusikin, Jewgienij Cziczwarkin, Władimir Żyrinowski, Michaił Chodorkowski, Basta, L'One, Ilja Najszuller, Noize MC, BadComedian, Dmitrij Malikow, Jurij Bykow, Leonid Parfionow, Jurij Szewczuk, Siemion Slepakow, Jeewgienij Rojzman, Aleksandr Niewzorow, Aleksiej Sieriebriakow, Leonid Agutin, Konstantin Chabienski, Jurij Kołokolnikow, Michaił Jefriemow, Siergiej Dorenko, a także obywatelami Armenii, jak Garik Martirosjan i Ukrainy, jak Iwan Dorn i Ołeksandr Rodnianski.